# 1963 год в науке
В 1963 году были различные научные и технологические события, некоторые из которых представлены ниже.

## Достижения человечества

### Открытия
- Рой Керр из «физических соображений» придумал решение уравнений Эйнштейна — стационарное, осесимметричное решение для вращающейся чёрной дыры, но без заряда[1].
- Митохондриальная ДНК открыта Маргит Насс и Сильвен Насс в Стокгольмском университете при помощи электронной микроскопии[2].
- На III Международной конференции по квантовой электронике в Париже Мейкер, Терхун и Сэвидж впервые заявили о возникновении оптического разряда в газе[3].
- М. Шмидтом выявлена природа квазаров как мощнейших и чрезвычайно удалённых источников излучения, в этом же году Ю. Н. Ефремовым и А. С. Шаровым открыта переменность их блеска с периодом всего в несколько дней[4][5].

### Изобретения
- Создан первый импульсный лазер с модуляцией добротности.

### Новые виды животных
- Животные, описанные в 1963 году

## Награды
- Нобелевская премия
  - Физика — Юджин Пол Вигнер «За вклад в теорию атомного ядра и элементарных частиц, особенно с помощью открытия и приложения фундаментальных принципов симметрии»; Мария Гёпперт-Майер, Ханс Йенсен «За открытия касающиеся оболочечной структуры ядра».
  - Химия
  - Физиология и медицина
- Премия Бальцана